# 半神

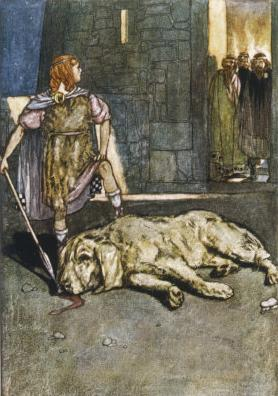
クランの猛犬を倒す少年時代のクー・フーリン、1904年画

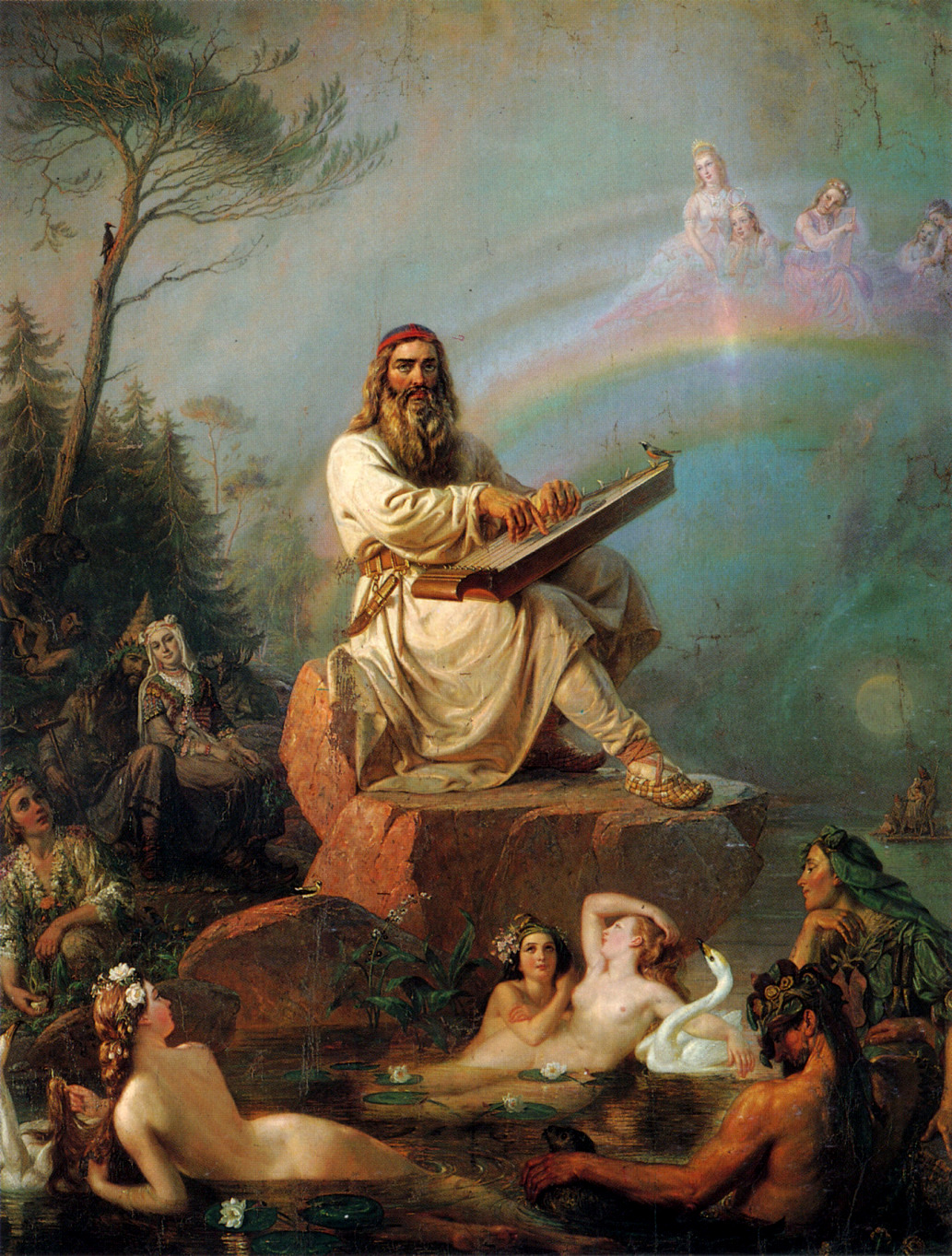
『ヴァイナモイネンの遊び』（ロバート・ヴィルヘルム・エクマン、1866年）

半神（はんしん、英語: demigod、ギリシア語: Ημίθεος ヘーミテオス）は、神と人との間に生まれた存在である。半神半人。
ただし、神には至らない下級神を意味することもある。

## 神と人の子
半神は、不死の神と異なり寿命を持ち人と同じように殺される存在であるが、非常に長命で若い姿のまま同年代の人間が年老いて死んでも生き続け、能力は常人のそれを超えていることが多く神のように特殊な力を持つこともある。

### 半神と英雄
ギリシア神話に登場する英雄（ヘーロース）の多くは半神である。その中でも数多くの女性を愛したゼウスの子供が最も多く、逆に女性の神との間から生まれた半神はアイネイアースやアキレウス、そしてセレーネーの50人の娘達など存在はしているものの名前が出ている個人は少数である。

### 神話類型
神と人とが婚姻を行い、そして通常は子を儲ける神話類型を「神婚説話」と呼ぶ。婚姻でない姦通や強姦の関係もあるが、これらも神婚説話に含めることもある。
こうして生まれた半神が一族の祖であるとする神話も多い。たとえば、山幸彦と豊玉姫（日本神話は神と人の区別があいまいだが、神話類型的には山幸彦が人で豊玉姫が神）の間に生まれた鵜葺草葺不合命は、皇室の祖先（神武天皇の父）であるとされる。
神は人間型とは限らず、また、元は人間型であっても動物に姿を変えていることもある。ギリシア神話でゼウスがさまざまな動物に変身して女性と交わる話が有名。そのほか、竜や蛇に変じる神話も多い。
- 双生児、多胎児 - 双子が生まれることが神の介入の結果と考えられることもあった。そのため、ヘーラクレースとイーピクレース、双子座のカストールとポリュデウケース等は共にゼウスと人間の異父兄弟の双子であり、双子の一方が半神で他方が死せる運命にある人間である。また、こういった動物のように多数の子を産む状態を動物の妊娠と比較する例が日本を含めた世界各地にみられ、これがゼウスが様々な動物に変身して女性と交わったという伝承につながったとも考えられる。このように神に祝福された多胎児が何かしらの怪力や癒しや千里眼などを持つとされるケースがギリシャやローマ以外にもアフリカなどの他地域でも見られた。

### 主な半神（神と人の子）
親について諸説ある場合は、代表的な一説のみ挙げる。
| 半神             | 父             | 母                             | 神話・伝説           |
| ---------------- | -------------- | ------------------------------ | -------------------- |
| アイネイアース   | アンキーセース | アプロディーテー               | ギリシア神話         |
| アキレウス       | ペーレウス     | テティス                       | ギリシア神話         |
| セメレー         | カドモス       | ハルモニアー                   | ギリシア神話         |
| ヒッポリュテー   | アレース       | オトレーレー                   | ギリシア神話         |
| ヘーラクレース   | ゼウス         | アルクメーネー                 | ギリシア神話         |
| ペルセウス       | ゼウス         | ダナエー                       | ギリシア神話         |
| ベレロポーン     | ポセイドーン   | エウリュメデー                 | ギリシア神話         |
| モリオネ         | ポセイドーン   | アクトールの妻モリーオネー     | ギリシア神話         |
| ポリュデウケース | ゼウス（白鳥） | レーダー                       | ギリシア神話         |
| ヘレネー         | ゼウス（白鳥） | レーダー                       | ギリシア神話         |
| ミーノース       | ゼウス（牡牛） | エウローペー                   | ギリシア神話         |
| オーリーオーン   | ポセイドーン   | エウリュアレー                 | ギリシア神話         |
| メムノーン       | ティートーノス | エーオース                     | ギリシア神話         |
| アスクレーピオス | アポローン     | コローニス                     | ギリシア神話         |
| ロームルス       | マールス       | レア・シルウィア               | ローマ神話           |
| バトラズ         | ヘミュツ       | 海神ドン・ベッテュルの一族の娘 | オセット・ナルト神話 |
| カルナ           | スーリヤ       | クンティー                     | マハーバーラタ       |
| アルジュナ       | インドラ       | クンティー                     | マハーバーラタ       |
| ビーマ           | ヴァーユ       | クンティー                     | マハーバーラタ       |
| ユディシュティラ | ダルマ 神      | クンティー                     | マハーバーラタ       |
| マウイ           | アラカナ(人間) | 女神ヒナ                       | ポリネシア神話       |
| クー・フーリン   | ルー           | デヒテラ                       | ケルト神話           |
| ギルガメッシュ   | ルガルバンダ   | ニンスン                       | シュメール神話       |
| 鵜草葺不合命     | 山幸彦         | 豊玉姫                         | 日本神話             |
| 阿加流比売       | 太陽神         | 新羅の女                       | 日本神話             |

## 下級神
英語の「demigod」（「半神」と訳されることもある）は、いくばくかの神性を持つが神には至らない存在を意味することもある。
インド神話（仏教・ヒンドゥー教など）では、以下のような種族が半神とされることがある。これらの半神に対する真の神はデーヴァ（天部）である。
- アスラ（阿修羅）
- ヤクシャ（夜叉）
- ガンダルヴァ
- アプサラス

### 半神（神と人の子）が登場する作品
- パーシー・ジャクソンとオリンポスの神々  - ギリシャ神話をベースに、現代に生きる半神の活躍を描いた作品。主人公パーシー及び大勢の半神半人の人物が登場する。
- イデアの花 - 白泉社・別冊花とゆめで連載された絵夢羅 原作の、インドを舞台とした漫画[1]で、主人公アズ（アズライト）は太陽神の1人である不死鳥と人間の巫女との間に生を受けた半神半人。
- ピグマリオ - 和田慎二の漫画で、主人公クルトは善神アガナードの娘である精霊ガラティアと人間であるルーン国の国王ステファンとの間に生を受けた。
- エルデンリング -  フロムソフトウェアのゲーム